# خالد البرکه
خالد البرکه (عربی: خالد البركة؛ زادهٔ ۵ دسامبر ۱۹۹۰) یک ورزشکار اهل عربستان سعودی است.
از باشگاه‌هایی که در آن بازی کرده‌است می‌توان به باشگاه فوتبال هجر عربستان سعودی و باشگاه فوتبال الحزم عربستان سعودی اشاره کرد.